# Ogoja
Ogoja est une zone de gouvernement local de l'État de Cross River au Nigeria,.
J. M. G. Le Clezio a vécu pendant son enfance avec son père, qui était médecin, pendant une année, de 1946 à 1947 (épisode de sa vie raconté dans son ouvrage L'Africain).

## Source
- (en) Cet article est partiellement ou en totalité issu de l’article de Wikipédia en anglais intitulé « Ogoja » (voir la liste des auteurs).